# Messere
Messere (em português, "meu senhor"), foi um título de dignidade usado na península Itálica. Teve as variantes messer, missere, misier e ser.
Surgiu na Idade Média, inicialmente exclusivo para o tratamento da pessoa do rei e de grandes príncipes e era equivalente ao título de dominus (senhor), mas com o tempo perdeu prestígio, passou a ser o tratamento de barões e senhores feudais, e depois foi atribuído a membros da pequena nobreza, bem como a notários, magistrados e juízes, que até a Idade Moderna em regra também eram extraídos da nobreza.
Na República de Veneza foi um título atribuído aos procuradores do Estado e foi usado pelos patrícios. Na Idade Contemporânea decaiu rapidamente em status e foi adotado pela plebe para o tratamento de quaisquer pessoas respeitáveis.
No âmbito religioso o título também foi usado e sofreu uma evolução semelhante, sendo inicialmente aplicado para o tratamento de Deus, e depois foi sucessivamente atribuído a santos e a prelados de distinção como cardeais e bispos. Mais tarde ainda, tornou-se um equivalente de monsenhor e foi aplicado a eclesiásticos de pouca expressão.